# Aldama kommun, Chiapas
Aldama är en kommun i Mexiko.   Den ligger i delstaten Chiapas, i den sydöstra delen av landet, 700 km öster om huvudstaden Mexico City. Arean är 26,6 kvadratkilometer.
Terrängen i Aldama är kuperad.
Följande samhällen finns i Aldama:
- Xuxchén
- San Pedro Cotzilnam
- Revolución Fiu
- Yetón
- San José Fiu
- Sepeltón
- Slumka
- Coco
- Tavac
- Juxtón
- Chivit
- Xulumo
- Chayomte